# Aud Schønemann
Aud Schønemann, född 13 november 1922 i Kristiania, död 30 oktober 2006 i Oslo, var en norsk skådespelare.

## Biografi
Schønemann började som påkläderska innan hon hamnade på teaterscenen. Sin stora debut gjorde hon på Centralteatern i Oslo 1945. Schønemann blev mest känd i rollerna som Valborg i filmerna om Olsenbanden, som Marve Fleksnes företagsamma mamma Magnhild i TV-serien Fleksnes fataliteter 1972–2002 och som en av sömmerskorna i TV-serien Fredrikssons fabrik 1990–1993 med bland andra Magnus Härenstam. Hon arbetade på de flesta stora teaterscener i Norge och gjorde sig lika bra i både allvarligare roller och komedier.
Schønemanns föräldrar var skådespelarna August Schønemann (1891–1925) och Dagmar Kristensen (1901–1987). Hon utnämndes 1993 till riddare av första graden av Sankt Olavs Orden. Hon var gift med Jan Pande-Rolfsen från 1948 till hans död 2002.
Aud Schønemann drabbades år 2003 av ett slaganfall och hon tillbringade de sista åren på ett sjukhem.

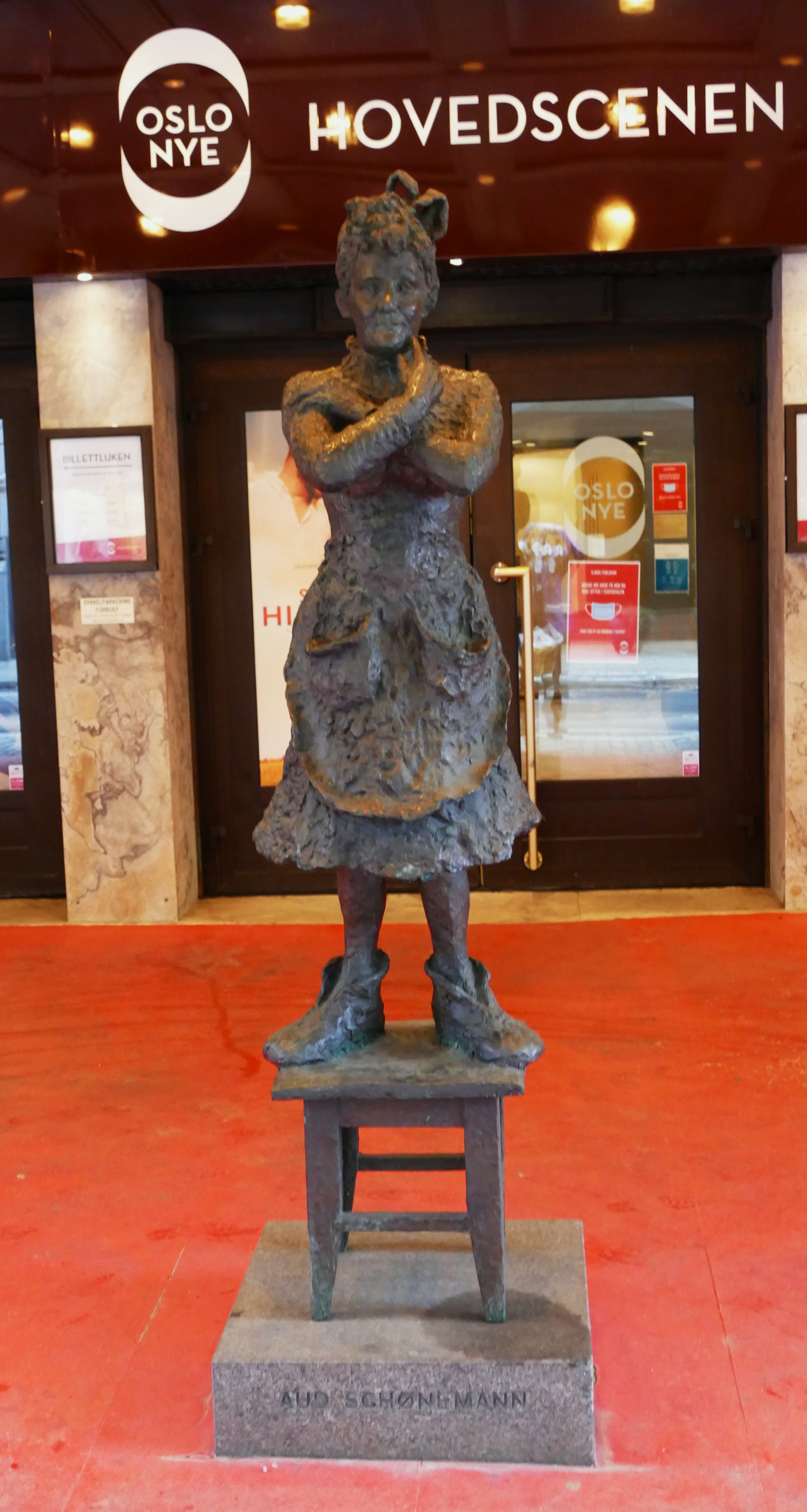
Aud Schønemann

## Filmografi (i urval)
- 1946 – Om kjærligheten synger de
- 1947 – Sankt Hans fest
- 1948 – Den hemlighetsfulla våningen
- 1953 – Brudebuketten
- 1954 – Cirkus Fandango
- 1954 – Kasserer Jensen
- 1954 – Portrettet
- 1955 – Arthurs forbrytelse
- 1956 – Kvinnens plass
- 1957 – Peter van Heeren
- 1958 – Pastor Jarman kommer hjem
- 1958 – Lån meg din kone
- 1960 – Omringad
- 1961 – Norges söner
- 1961 – Hans Nielsen Hauge
- 1961 – Et øye på hver finger
- 1970 – Olsenbanden och Dynamit-Harry
- 1972 – Ture Sventon, privatdetektiv
- 1974 – Den siste Fleksnes
- 1978 – Skyll inte på mig! (TV-serie)
- 1984 – Lykkeland (TV-serie)
- 1985 – Sitt i båten
- 1989 – Bröllopsfesten
- 1994 – Fredrikssons fabrik (TV-serie)
- 1998 – Blodiga änglar
- 1999 – Olsenbandens sista stöt

## Utmärkelser
- Kritikerprisen för teater 1969[5]
- Amandaprisens hederspris 1997[5]